# Бикерниеки (Даугавпилсский край)
Би́керниеки (латыш. Biķernieki) — населённый пункт в Аугшдаугавском крае Латвии. Административный центр Бикерниекской волости. Находится на берегу реки Ликсна. Расстояние до города Даугавпилс составляет около 25 км. По данным на 2015 год, в населённом пункте проживал 251 человек. Есть волостная администрация, начальная школа, дом культуры, библиотека, фельдшерско-акушерский пункт, почтовое отделение, магазин. В соседнем селе Кривошеево находится старообрядческий храм Покрова Пресвятой Богородицы.

## История
В советское время населённый пункт был центром Бикерниекского сельсовета Даугавпилсского района.